# I ragazzi sono innocenti
I ragazzi sono innocenti è il terzo album studio della Oi! band Klasse Kriminale.

## Tracce
1. I Ragazzi Sono Innocenti – 2:56
2. Propaganda – 3:09
3. Giovani Skins Senza Una Chance – 2:08
4. Vi Accuso – 2:43
5. Non è Tardi per Ricominciare – 4:30
6. Generazione Distruttiva – 2:55
7. Scritte Sopra i Muri – 3:57
8. Un Altro Ribelle è Morto – 3:35
9. Birra Donne e Ciminiere – 2:08
10. Vita Vuota – 3:02
11. La Ragazza dalla T-Shirt degli "Angelic Upstarts" – 2:48
12. Questa è l'Italia – 4:08
13. Non è Tardi Dub Version (ghost track solo nel CD) – 4:18

## Formazione
- Marco: voce
- Manlio: basso
- Lillo: chitarra
- Claudio: batteria

## Formati e ristampe
L'album venne inizialmente stampato su LP e CD, successivamente ha avuto le seguenti ristampe
- 1999 su LP dalla "Knock Out Records" con una differente copertina
- 2005 su CD dalla "Knock Out Records" stessa copertina della versione LP 1999, con l'aggiunta dei brani: Oi! È una Lega Mondiale!, I Ragazzi Sono Innocenti, Birra Donne e Ciminiere, Giovani Skins Senza una Chance, Politicanti.